# Кришталеві дороги
«Кришталеві дороги» — роман (при виданні названий повістю) українського письменника-фантаста Миколи Дашкієва. Вперше виданий у 1970 році.
Події повісті розгортаються навколо винайдення термостійкого силікатного сплаву, який виведе країну, де вперше оволоділи новою технологією, у світові лідери. Двоє учених з різних країн паралельно йдуть до розробки і впровадження у масове виробництво чудо-скла. Дія повісті розгортається в 1960-х роках у Радянському Союзі, США, Західному Берліні на фоні шпигуноманії та протиборства наддержав.

## Сюжет
Спеціаліст із виготовлення скла Сергій Альошин отримує завдання: випробувати на заводі в Києві винайдене ним особливе вогнетривке скло («кристамуліт»), з якого будуватимуть обшивки космічних кораблів. Після роботи Альошин рятує від грабіжників артистку Наталку Закатову. В той же час у США, в Пітсбургу, німецький емігрант Курт Гешке розробляє скло з дуже низькою температурою плавлення. Він отримує від містера Друммонда доручення вирушити до Росії та познайомитися з Альошиним. Зразок такого скла його батько Рудольф, німецький нацист, отримав у 1944 році в Карпатах від Фріца Бітнера.
Сергій розповідає своєму лаборанту Віктору, що займатися виробництвом скла його надихнула легенда. Згідно з нею, колись в Україні жив склодув Іван Чумак, який мріяв створити скляні дороги. Пан Ліщинський зацікавився і став зганяти кріпаків на виробництво скла. Хоча Івану зрештою вдалося створити скло з омріяними властивостями, він зрозумів, що винахід не зробить людей щасливішими. Тому він знищив майстерню, за що був засланий на каторгу, де зустрів Сергієвого діда.
Гешке прибуває до Радянського Союзу під наглядом перекладачки Катрін та зустрічається з Альошиним. Він просить його розшукати більше інформації про Фріца Бітнера. Віктор плутає свій гаманець із Кутовим і виявляє всередині секретну фотоплівки, які потім передає в міліцію. Пізніше він вагається чи правильно вчинив, бо думає, що плівки могли належати Альошину. Сам Альошин потім дізнається, що Катрін дозволила сфотографувати себе так, щоб підставити його начебто неблагонадійного. Також із лабораторії було викрадено зразок скла.
Проводячи черговий експеримент, гине працівник заводу Петро Іванович. Віктор і Сергій встановлюють, що його вбито за допомогою маніпулятора, яким керував хтось сторонній. Це виводить на слід інженера Кухтенка, що потай встановив на маніпулятор пристрої дистанційного керування з метою саботувати дослідження. Це виявляється однією з диверсій, спрямованих на розробку вогнетривких матеріалів, до яких належить і дискредитація Альошина Катрін. Гешке таким чином звільняється від підозр.
Повернувшись у США, Катрін розчаровується в собі та повідомляє Курту, що одружиться з ним, якщо він запатентує своє скло. Курт погоджується, але Катрін застрелюють за наказом його роботодавця. Тоді Курт вирішує знову вирушити до Радянського Союзу. Сергій отримує листа від Курта, а потім йому телефонує Наталка, призначаючи побачення.

## Особливості, проблематика та оригінальність сюжету
Серед шанувальників фантастики панує думка, що повість «Кришталеві дороги» — це перероблений варіант роману Дмитра Бузька «Кришталевий край». Очевидно, Микола Дашкієв таки був знайомий з цим твором. Існує, принаймні, 3-4 подібні сюжетні лінії в обох творах. В результаті можливого поєднання власних напрацювань 1950-х та сюжетних ходів Бузька вийшла більш вдала і реалістична повість, аніж пропагандистський роман Бузька. Драматична дослідна повсякденність головного героя Дашкієва, переконливо-правдоподібна робота вченого над власним винаходом вигідно відрізняє цю повість від роману Бузька, якому притаманна суха і скупа манера викладу, відсутні технічні деталі виробництва скла холодним способом.

## Видання
1. Дашкієв М. Кришталеві дороги: Фантастична повість. — К.: Веселка, 1970. — 372 с. — (Наукова фантастика).
2. Дашкієв М. Кришталеві дороги: Фантастична повість. — К.: Веселка, 1976. — 372 с. — (Пригоди. Фантастика).